# 日本副仙女魚
日本副仙女魚，為輻鰭魚綱仙女魚目合齒魚亞目副仙女魚科的其中一種，分布於西北太平洋日本土佐灣海域，深度可達300公尺，體長可達14.6公分，背鰭軟條11枚;臀鰭軟條8-9枚，為深海底棲性魚類，棲息在底層水域，生活習性不明。

## 擴展閱讀
維基物種上的相關：日本副仙女魚